# Battle Hymn of the Republic
"The Battle Hymn of the Republic" er en patriotisk sang, skrevet af Julia Ward Howe i december 1861, der blev populær under den Amerikanske Borgerkrig.

## Historie
Melodien blev skrevet ca. 1855, af William Steffe fra South Carolina. Sangteksten blev den gang skiftevis kaldt "Canaan's Happy Shore" eller "Brothers, Will You Meet Me?", og sangen blev sunget som en såkaldt campfire spiritual. Melodien spredte sig over USA, og fik undervejs mange nye sangtekster.
En mand fra Vermont ved navn Thomas Bishop meldte sig til Massachusetts infanteriet før krigsudbruddet og skrev en populær sangtekst, circa 1860, med titlen "John Brown's Body", som blev en af hans enheds marchsange. I følge forfatteren Irwin Silber (som har skrevet en bog om populære sange fra Borgerkrigen), handlede sangen ikke om John Brown, den berømte forkæmper for slaveriet ophævelse, men om en skotte af det samme navn, som var medlem af 12. Massachusetts Regiment. En artikel af forfatteren Mark Steyn forklarer at soldaterne i John Browns enhed havde fundet på en sang som gjorde grin med ham, og sang den ofte.
Bishops battalion blev sendt til Washington, D.C. tidligt i Borgerkrigen, og Julia Ward Howe hørte denne sang under en offentlig fremvisning af soldaterne i Washington. Som så mange andre antog hun at den handlede om John Brown, slaveforkæmperen. Hendes ledsager ved fremvisningen, præsten James Clarke, foreslog Howe at hun skulle skrive nye ord til soldaternes sang, og den nuværende version af "Battle Hymn of the Republic" blev født.
Howe's "The Battle Hymn of the Republic" blev først offentliggjort på forsiden af was The Atlantic Monthly i februar 1862. Det sjette vers skrevet af Howe, som synges mindre ofte, blev ikke offentliggjort på det tidspunkt.
Julia Ward Howe var endvidere gift med Samuel Gridley Howe, den berømte forsker i uddannelse af blinde. Samuel og Julia var også aktive ledere i anti-slaveri politik og stærke fortalere for Unionen.

## Melodi
En version af melodien, i C-dur, begynder sådan:

## Tekst
Mine eyes have seen the glory of the coming of the Lord:
He is trampling out the vintage where the grapes of wrath are stored;
He hath loosed the fateful lightning of His terrible swift sword:
His truth is marching on.
(Omkvæd)
Glory, glory, hallelujah!
Glory, glory, hallelujah!
Glory, glory, hallelujah!
His truth is marching on.
I have seen Him in the watch-fires of a hundred circling camps,
They have builded Him an altar in the evening dews and damps;
I can read His righteous sentence by the dim and flaring lamps:
His day is marching on.
Omkvæd
I have read a fiery gospel writ in burnished rows of steel:
"As ye deal with my condemners, so with you my grace shall deal;
Let the Hero, born of woman, crush the serpent with His heel,
Since God is marching on."
Omkvæd
He has sounded forth the trumpet that shall never call retreat;
He is sifting out the hearts of men before His judgment-seat:
Oh, be swift, my soul, to answer Him! be jubilant, my feet!
Our God is marching on.
Omkvæd
In the beauty of the lilies Christ was born across the sea,
With a glory in His bosom that transfigures you and me:
As He died to make men holy, let us die to make men free,
While God is marching on.
Omkvæd
He is coming like the glory of the morning on the wave,
He is Wisdom to the mighty, He is Succour to the brave,
So the world shall be His footstool, and the soul of Time His slave,
Our God is marching on.
Omkvæd

## Indflydelse
I politik og samfund
- Battle Hymn of the Republic har længe været den uofficielle slagsang for det Republikanerne ligesom Happy Days Are Here Again er det for Demokraterne. Den afspilles som regel ved afslutningen af det nationale konvent.
- Melodien til sangen er grundlag for den populære arbejdersang "Solidarity Forever", som blev skrevet af Ralph Chaplin i 1915.

I populær kultur
- Teksten til Battle Hymn of the Republic optræder i Martin Luther King, Jr.'s prædikener og taler, mest kendt i hans tale "How Long, Not Long" fra trappen foran domhuset i Montgomery, Alabama den 25. marts 1965 efter den tredje march fra Selma, og i hans sidste prædiken som han holdt i Memphis, Tennessee om aftenen den 3. april 1968, dagen før han blev myrdet. Rent faktisk slutter Kings sidste offentlige tale med de forste linjer af Battle Hymn, "Mine eyes have seen the glory of the coming of the lord."
- Ved uddelingen af Grammy priserne i 1960 vandt koret Mormon Tabernacle Choir en Grammy for en indspilning hvor verselinjen "let us die to make men free" var udskiftet med den mere opmuntrende "let us live to make men free", en variation som siden har fundet en vis udbredelse.
- Det første vers og omkvæd af Battle Hymn of the Republic synges i baggrunden i slutningen af Dream Theater sangen "In the Name of God" på deres album Train of Thought. Denne anvendelse er formentlig tænkt som ironisk, da den synges i en usædvanlig mol nøgle.

## Yderligere læsning
- Jackson, Popular Songs of Nineteenth-Century America, note om "Battle Hymn of the Republic", p. 263-4.
- Scholes, Percy A. (1955). "John Brown's Body", The Oxford Companion of Music. Ninth edition. London: Oxford University Press.
- Stutler, Boyd B. (1960). Glory, Glory, Hallelujah! The Story of "John Brown's Body" and "Battle Hymn of the Republic." Cincinnati: The C. J. Krehbiel Co.
- Clifford, Deborah Pickman. (1978). Mine Eyes Have Seen the Glory: A Biography of Julia Ward Howe. Boston: Little, Brown and Co.
- Vowell, Sarah. (2005). "John Brown's Body," in The Rose and the Briar: Death, Love and Liberty in the American Ballad. Ed. by Sean Wilentz and Greil Marcus. New York: W. W. Norton.